# 梁县 (南宋)
梁县，中国古代的县。
南宋绍兴三十二年（1162年），避宋孝宗讳改慎县为梁县，仍治今安徽省合肥市肥东县梁园镇。洪武元年（1368年）撤销并入合肥县。